# Calopteron discrepans
Calopteron discrepans är en skalbaggsart som först beskrevs av Newman 1838.  Calopteron discrepans ingår i släktet Calopteron och familjen rödvingebaggar. Inga underarter finns listade i Catalogue of Life.